# Gare de Taoji
La gare de Taoji (田尾寺駅, Taoji-eki) est une gare ferroviaire située dans la ville de Kobe, dans la préfecture de Hyōgo au Japon. La gare est exploitée par la Kobe Electric Railway sur la ligne Sanda .

## Service des voyageurs

### Accueil
La gare de Taoji est une gare disposant d'un quai et de deux voies.

| N° de voie | Ligne   | Direction              |
| ---------- | ------- | ---------------------- |
| 1          | ▆ Sanda | Sanda                  |
| 2          | ▆ Sanda | Shinkaichi/Arima-Onsen |

### Desserte
| Kobe Electric Railway |                       |                              |                       |                      |
| Direction Sanda       | ligne Shintetsu Sanda | ligne Shintetsu Sanda        | ligne Shintetsu Sanda | Direction Arimaguchi |
| Nirō KB24             |                       | Spécial Rapid Service 特快速 |                       | Okaba KB22           |
| Nirō KB24             |                       | Semi-Express 急行            |                       | Okaba KB22           |
| Nirō KB24             |                       | Express 急行                 |                       | Okaba KB22           |
| Nirō KB24             |                       | Local 普通                   |                       | Okaba KB22           |